# Presto Studios
Presto Studios, Inc. was een Amerikaans computerspelontwikkelaar die werd opgericht in 1991. Presto Studios werd het meest bekend om de bekroonde spelserie The Journeyman Project uit 1993.
In augustus 2002 stopte Presto de ontwikkeling van nieuwe spellen na de uitgave van de Xbox-titel Whacked!.

## Geschiedenis
Presto Studios werd in 1991 opgericht door acht afgestudeerden van de Universiteit van Californië in San Diego, waaronder directeur Michel Kripalani. Gefascineerd door de wereld van computerspellen werkten ze aan een eerste ontwerp van het spel The Journeyman Project. Dit avonturenspel kwam uit in 1993 en werd een succes. Er kwamen twee vervolgdelen en een remake.
De studio werkte ook in opdracht van andere uitgevers, zoals Bandai, Activision, en Ubisoft.
Dankzij het succes had de studio in 2001 vijfenveertig medewerkers in dienst. In 1996 waren er plannen voor het produceren van speciale effecten voor films, maar deze werden niet gerealiseerd.
Presto Studios stopte in 2002 met de ontwikkeling van toekomstige computerspellen. Hoewel het bedrijf geen schulden had, gaf directeur Kripalani als redenen de stijgende kosten van de productie, felle concurrentie, en de opkomst van spellen voor spelcomputers vergeleken met de markt voor pc-spellen.

## Ontwikkelde spellen
- The Journeyman Project (1993)
- The Journeyman Project: Turbo! (1994, remake)
- The Journeyman Project 2: Buried in Time (1995)
- The Journeyman Project: Pegasus Prime (1997)
- Gundam 0079: The War for Earth (1997)
- The Journeyman Project 3: Legacy of Time (1998)
- Star Trek: Hidden Evil (1999)
- The Journeyman Project Trilogy (1999)
- Stephen King's F13: Ctrl, Alt, ...Shiver (1999)
- Myst Masterpiece edition (2000, als uitgever voor Macintosh)
- Myst III: Exile (2001)
- Myst Trilogy (2002)
- Whacked! (2002)
- Myst IV: Revelation (gelimiteerde editie) (2004, als uitgever)
- The Journeyman Project 3: Legacy of Time - 10th Anniversary Edition (2009)